# Kishangarh
Kishangarh là một thị trấn thống kê (census town) của quận Alwar thuộc bang Rajasthan, Ấn Độ.

## Địa lý
Kishangarh có vị trí 26°34′B 74°52′Đ / 26,57°B 74,87°Đ Nó có độ cao trung bình là 433 mét (1420 feet).

## Nhân khẩu
Theo điều tra dân số năm 2001 của Ấn Độ, Kishangarh có dân số 9472 người. Phái nam chiếm 53% tổng số dân và phái nữ chiếm 47%. Kishangarh có tỷ lệ 71% biết đọc biết viết, cao hơn tỷ lệ trung bình toàn quốc là 59,5%: tỷ lệ cho phái nam là 79%, và tỷ lệ cho phái nữ là 62%. Tại Kishangarh, 15% dân số nhỏ hơn 6 tuổi.